# Cartographie de la délinquance

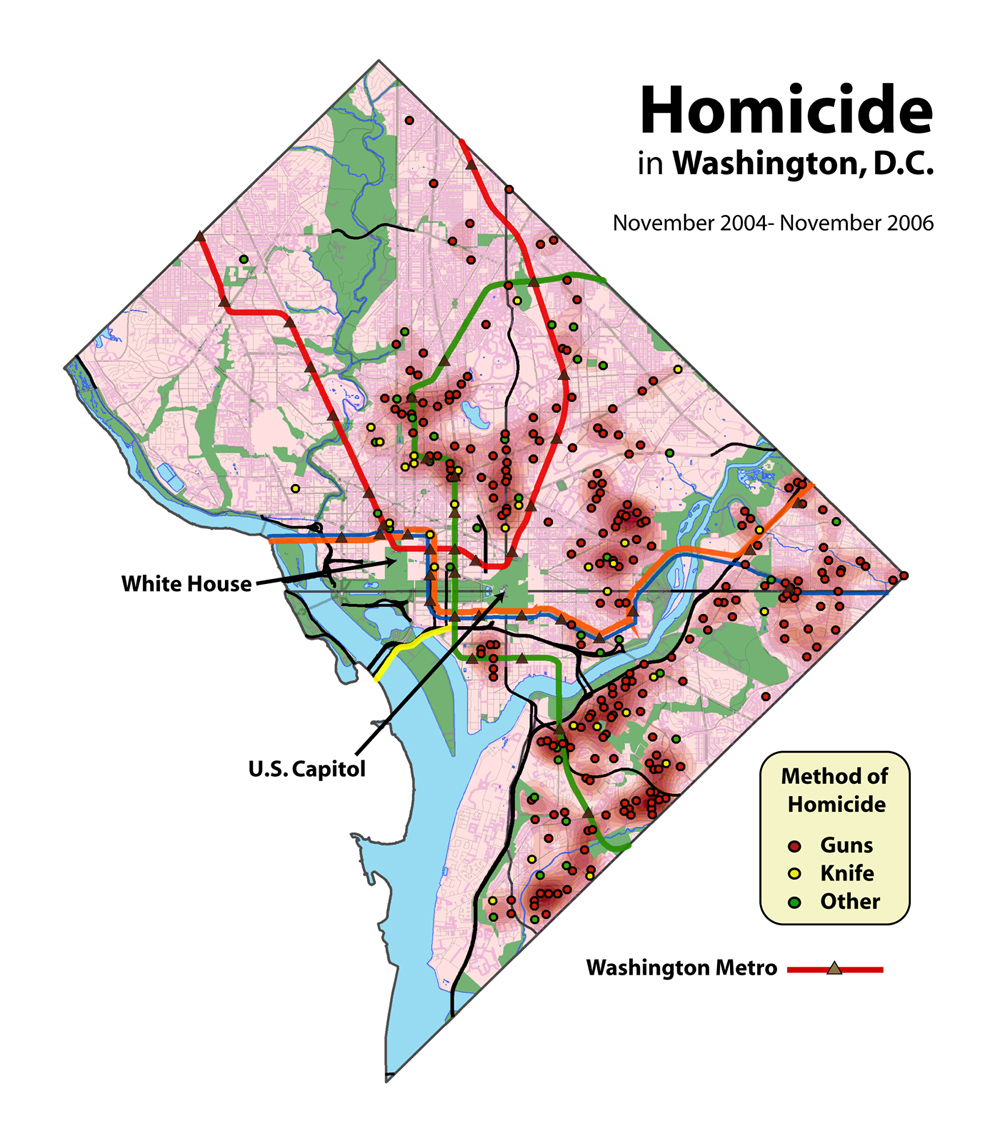
Carte des homicides à Washington, D.C.

La cartographie de la délinquance  (crime mapping en anglais, criminografia en italien) est utilisée par les analystes des forces de l'ordre pour cartographier, visualiser et analyser les schémas d'occurrences de la délinquance. C'est un élément essentiel de l'analyse criminelle et, en Amérique du Nord, de la stratégie policière CompStat (en). La cartographie de la délinquance, qui s'appuie sur un système d'information géographique (SIG), permet aux analystes en criminologie d'identifier des foyers de délinquance, de même que d'autres tendances et motifs répétitifs.

## Synthèse
Grâce au SIG, les analystes de la délinquance peuvent superposer d'autres couches de données telles que les données démographiques issues du recensement, l'emplacement des prêteurs sur gages, les écoles, etc. pour mieux comprendre les causes sous-jacentes de la délinquance et aider les responsables des forces de l'ordre à concevoir des stratégies pour traiter le problème. Le SIG est également utile pour les opérations de maintien de l'ordre, telles que l'affectation des agents de police et les départs en missions d'urgence.
Le comportement géographique des délinquants a fait l'objet de plusieurs théories explicatives : la criminologie environnementale (en), qui a été conçue dans les années 1980 par Patricia et Paul Brantingham, la théorie de l'activité opportuniste (en), développée par Lawrence Cohen et Marcus Felson et publiée en 1979, et la théorie du choix rationnel (en), développée par Ronald V. Clarke et Derek Cornish, initialement publiée en 1986. Ces dernières années, la cartographie de la délinquance et l'analyse criminelle ont incorporé des techniques d'analyse spatiale, afin d'accroître leur rigueur statistique et de corriger les limites inhérentes aux données spatiales, y compris l'autocorrélation et l'hétérogénéité spatiales. L'analyse spatiale aide à analyser les données sur la délinquance et à mieux comprendre pourquoi et pas seulement où la délinquance survient.
La recherche sur la cartographie informatique de la délinquance a débuté en 1986, lorsque l'Institut national de la justice (NIJ) américain a financé un projet au sein du Département de police de Chicago pour essayer la cartographie de la délinquance comme auxiliaire de la police de proximité. Ce projet a été mis en œuvre par le CPD en conjonction avec la Chicago Alliance for Neighbourhood Safety, l'Université de l'Illinois à Chicago et la Northwestern University, et il en a été rendu compte dans le livre intitulé Mapping Crime in Community Setting: Event Geography Analysis. Le succès de ce projet a incité le NIJ à lancer un « Programme d'analyse du marché de la drogue » (sous l'acronyme D-MAP) dans cinq villes, et les techniques développées à cette occasion ont conduit à la diffusion de la cartographie de la délinquance aux États-Unis et ailleurs, et à son intégration dans le système CompStat du département de la police de New York City.

## Mise en œuvre
Les analystes de la délinquance utilisent la cartographie de la délinquance et l'analyse criminelle pour aider les responsables des forces de l'ordre (par exemple le commissaire de police) à prendre de meilleures décisions, à allouer les ressources et formuler des stratégies, ainsi que pour des analyses tactiques (par exemple la prévision de la délinquance, le profilage géographique). À New York, cela se fait à travers l'approche CompStat, bien que celle-ci soit surtout orienté vers le court terme. La cartographie de la délinquance s'emploie en lien avec d'autres approchées associées : police orientée par l'information, police orientée par le renseignement (en), police spécialisée dans la résolution d'un problème spécifique (en), police de proximité. Selon les agences, les analystes sont des contractuels ou des agents assermentés.
Du point de vue de la recherche et des politiques publiques, la cartographie de la délinquance est utilisée pour déceler des modèles qui influent sur l'incarcération et la récidive, pour aider à allouer les ressources et les programmes, pour évaluer les programmes de prévention de la criminalité ou de lutte contre la délinquance (par exemple les projets Quartiers sûrs, Weed & Seed, et ceux dont il est question dans le livre Fixing Broken Windows) et pour mieux comprendre les facteurs de la délinquance.
Avec l'essor d'internet, l'ouverture de systèmes d'information géographique (SIG) en ligne ouvrent de nouvelles possibilités d'utilisation de la cartographie de la délinquance en vue de renforcer la prévention de la criminalité. Toutefois, la recherche indique que les fonctions fournies par les applications en ligne sont moins fournies que dans la plupart des logiciels classiques de cartographie de la délinquance. À ce stade, l'utilisation des services en ligne est donc plutôt destinée aux besoins de la police de proximité qu'à des fonctions plus poussées d'analyse, comme la reconnaissance de schémas ou la prévision des occurrences de la délinquance.

### The Met’s Crime Mapping Website
The Met’s Crime Mapping Website est un exemple phare de Crime mapping. Ce site internet public londonien lancé le 3 septembre 2008 représente cartographiquement les évènements de criminalité de façon interactivesur le territoire de la capitale. La carte interactive permet actuellement de s'informer sur les occurrences de criminalités datant de moins de 90 jours et informe sur la date, l'heure, le lieu et la catégorie de l'évènement : fraude, homicide, vol, vandalisme...
Ce sont le maire conservateur de Londres Boris Johnson, le Metropolitan Police Service et la Metropolitan Police Authority qui sont à l'origine de cette initiative. Elle s'inscrit à cette époque dans un contexte plus large de généralisation de tendance similaires dans les pays anglo-saxons, pays qui voient naitre les prémices de ce type de cartographie dès les années 1980. Le Crime Mapping apparait comme une solution pertinente pour informer et impliquer les londoniens et ainsi à terme, diminuer l'insécurité.